# 大谷じろう

大谷 じろう（おおたに じろう、1971年1月22日 - ）は、日本の漫画家。東京都出身。血液型はA型。
『漫画アクション』（双葉社）でデビュー後、『週刊ヤングサンデー』（小学館）など、主に小学館の漫画雑誌で執筆、連載作品2作がテレビドラマ化されている。
2006年11月26日、TBSラジオ「伊集院光 日曜日の秘密基地」の1コーナー「打った!勝った! 草野球で大売出し」に漫画PRのために出演した。

## 作品

### 連載
- 拉麺バカ一代（原作：石神秀幸、漫画アクション1999年31号 - 2000年5号）
- おかわり飯蔵（原作：魚柄仁之助、週刊ヤングサンデー2001年20号 - 2004年48号、ヤングサンデーコミックス全11巻）
- 下北GLORY DAYS（ヤングサンデーコミックス全12巻）
  - 下北GLORY DAYS（週刊ヤングサンデー2004年21・22合併号 - 2006年21号）
  - 下北GLORY DAYS 2nd Season（週刊ヤングサンデー2006年25号 - 2007年20号）
- 美晴♥ライジング（週刊ヤングサンデー2007年40号 - 2008年35号→YSスペシャルVOL.1 - VOL.3、ヤングサンデーコミックス全5巻）
- Say You〜声優・この想い、あなたに届けたい〜（原作：倉科遼、モバMAN2009年3月20日 - 、ビッグコミックス全5巻）
- おさななじみ〜ナニワ恋しぐれ〜（コミックブレイク2009年5月号 - 2009年8月号、ニチブンコミックス全1巻）
- おさななじみ〜ナニワ恋しぐれ〜 純情篇（さくらハーツ2010年12月号 - 2011年10月号、ニチブンコミックス全1巻）
- ぐっじょぶ!（クラブサンデー 2011年 - 2012年配信、少年サンデーコミックス全3巻）
- 吉祥寺★パラダイス（漫画サンデー2012年34号 - 2013年5号、マンサンコミックス全1巻）
- 聲鬼（原作：青山広美、eBigComic4 2017年 - 配信）
- 色情妻 肉の誘惑（原作：映画「色情妻 肉の誘惑」、eBigComic4 2016年 配信）
- エリーゼのために～肉弾乙女と怪獣と救世主～（マンガワン 2023年6月9日 - 配信中）

### 読切
- AV男優ザンコク物語（漫画アクション2000年23号）
- 気分はもうAV!（漫画アクション2001年4号）
- 美晴ライジング（別冊ヤングサンデー2001年3月26日号）
- あさみシンドローム（ヤングサンデー増刊2004年2月15日号）
- 下北GLORY DAYS〜お嬢の処女作〜（ヤングサンデー増刊アイドルパラダイス2005年6月14日号）単行本収録。
- 下北GLORY DAYS another season〜おかえり飯蔵…の巻（ヤングサンデー増刊2007年2月11日号）
- 美晴♥ライジング 特別編（ヤングサンデー増刊2008年2月10日号）
- ラストゲーム（ビッグコミック2008年24号）
- カシオペア（ビッグコミック増刊2010年3月17日号）
- Muse drop〜女神のしずく〜（月刊ヤングチャンピオン烈2014年5号）

### 書き下ろし
- 十五少年漂流記（原作：ジュール・ヴェルヌ、小学館学習まんが 世界名作館4、小学館、2013年1月）
- 学習まんが はじめての日本の歴史1 日本のはじまり 旧石器・弥生・縄文時代（総監修・山本博文/この巻の監修・松木武彦/シナリオ・三条和都、小学館、2015年4月）
- 学習まんが はじめての日本の歴史2 奈良の都 古墳・飛鳥・奈良時代（総監修・山本博文/この巻の監修・渡辺晃宏/シナリオ・三条和都、小学館、2015年6月）
- 真田幸村（監修・山本博文、シナリオ・三条和都、小学館版学習まんが人物館、小学館、2016年3月）
- 私をBARに連れてって! まんがでわかるBAR入門（協力・日本バーテンダー協会、小学館、2017年9月）
- 広岡浅子（監修・原口泉、小学館版学習まんが人物館、小学館、2017年5月）
- 大久保利通（監修・落合弘樹、小学館版学習まんが人物館、小学館、2018年4月）
- 金栗四三（シナリオ・水野光博、小学館版学習まんが人物館、小学館、2018年12月）
- 明智光秀（監修・小和田哲男、シナリオ・三条和都、小学館版学習まんが人物館、小学館、2019年11月）